# Nestoris (Vasentyp)

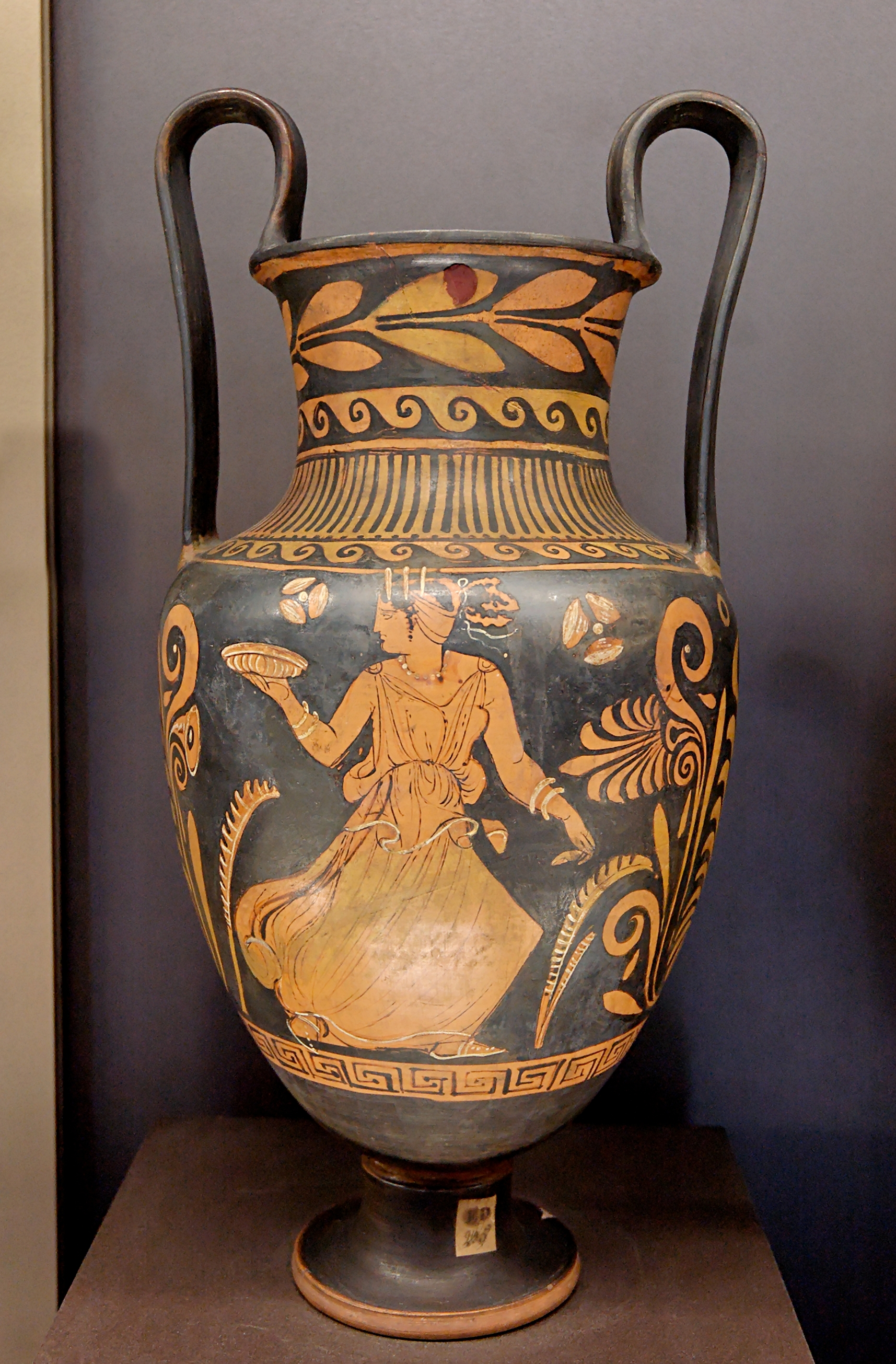
Eine Frau mit einer Phiale, Lukanisch-rotfigurige Nestoris (Typ III) des Primato-Malers, um 360/50 v. Chr., Louvre

Als Nestoris oder Trozzella wird ein italischer Vasentyp bezeichnet, der im kultischen Zusammenhang Verwendung fand.

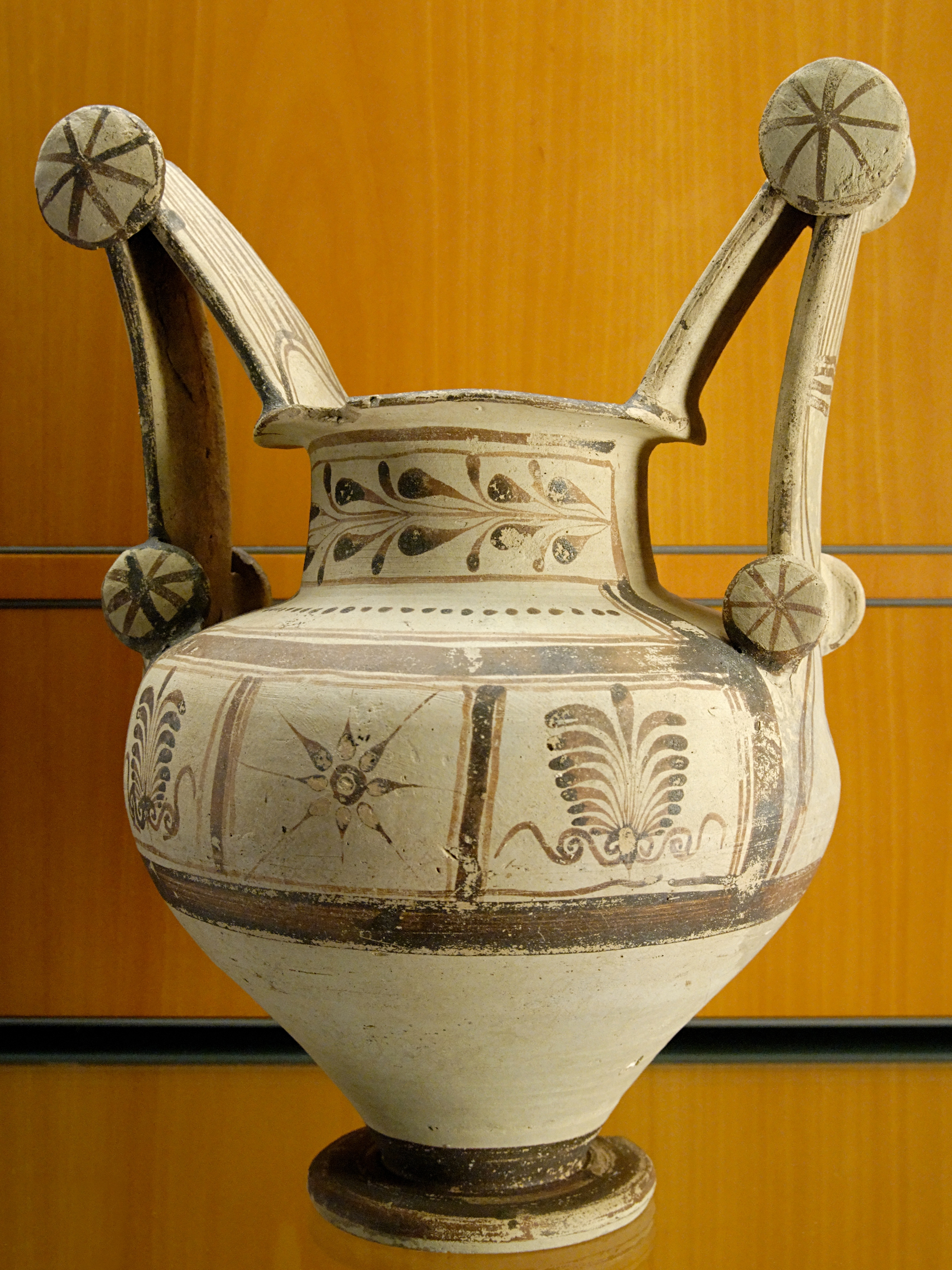
Messapische Nestoris (Typ I), 4. Jahrhundert v. Chr., Musée des Beaux-Arts Lyon

Die Nestoris wurde seit dem späten 5. Jahrhundert v. Chr. in der lukanischen Vasenmalerei figürlich bemalt, erst zur Mitte des 4. Jahrhunderts v. Chr. wurde die Form auch in Apulien eingeführt. Wahrscheinlich wurde die Form aus der messapischen Keramik übernommen. Außerhalb dieser drei Gebiete fand die Form keine Verbreitung. Die Nestoris ist in mehreren verschiedenen Formen bekannt. Typisch ist ein ovoider Körper mit Seitenhenkeln. Die Henkel ragten von der Gefäßschulter auf und führten zur Gefäßlippe. Häufig waren die Henkel mit Scheiben (Rotellen) geschmückt. Gezeigt werden zumeist Szenen mit eingeborenen Italikern, beispielsweise Bilder mit Kriegerabschieden. Sicher scheint eine Verwendung im Zusammenhang mit dem Kult, die genaue Verwendung ist jedoch unklar.